# Petro Šoturma
Petro Mykolajovyč Šoturma (in ucraino Петро Миколайович Шотурма?; Ivano-Frankivs'k, 27 giugno 1992) è un giocatore di calcio a 5 ucraino.

## Carriera
È stato capocannoniere della Champions League 2020-21. Con l'Ucraina ha finora preso parte a tre campionati europei e a tre Coppe del Mondo.

## Palmarès
- Campionato ucraino: 3
Uragan: 2010-11
Prodeksim: 2018-19, 2019-20
- Coppa d'Ucraina: 2
Lokomotyv Charkiv: 2015-16
Prodeksim: 2020-21
- Supercoppa ucraina: 2
Uragan: 2011
Prodeksim: 2021